# Головкове (Нікопольський район)
Головкове́ — село в Україні, у Нікопольському районі Дніпропетровської області. Входить до складу Першотравневської сільської громади. Населення — 150 мешканців.
Колишній орган місцевого самоврядування — Лошкарівська сільська рада. 

## Географія
Село Головкове знаходиться за 2 км від села Нова Балта і за 2,5 км від села Христофорівка. По селу протікає пересихаючий струмок з загатою. Поруч проходить автомобільна дорога Т 0432.

## Історія
12 червня 2020 року, відповідно до розпорядження Кабінету Міністрів України № 709-р від «Про визначення адміністративних центрів та затвердження територій територіальних громад Дніпропетровської області», увійшло до складу Першотравневської сільської громади.
19 липня 2020 року, в результаті адміністративно-територіальної реформи і ліквідації Нікопольського району (1923—2020), село увійшло до складу новоутвореного Нікопольського району.

## Населення

### Мова
Розподіл населення за рідною мовою за даними перепису 2001 року:
| Мова       | Кількість | Відсоток |
| ---------- | --------- | -------- |
| українська | 146       | 97.33%   |
| білоруська | 3         | 2.00%    |
| російська  | 1         | 0.67%    |
| Усього     | 150       | 100%     |